# Зозівківська сільська рада
| Зозівківська сільська рада — орган місцевого самоврядування у Липовецькому районі Вінницької області з адміністративним центром у c. Зозівка. Сільській раді підпорядковані населені пункти: - c. Зозівка |

## Склад ради
Рада складається з 12 депутатів та голови.

## Керівний склад сільської ради
| ПІБ                           | Основні відомості                                                                      | Дата обрання | Дата звільнення |
| ----------------------------- | -------------------------------------------------------------------------------------- | ------------ | --------------- |
| Пилипчук Дмитро Володимирович | Сільський голова, 1962 року народження, освіта, член Народно-демократичної партії      | 26.03.2006   | 31.10.2010      |
| Пилипчук Дмитро Володимирович | Сільський голова, 1962 року народження, освіта вища, член Народно-демократичної партії | 31.10.2010   |                 |

Примітка: таблиця складена за даними джерела